# 16-а авиационна база
Шестнадесета авиационна база (16 АБ) е военно формирование на Военновъздушните сили на българската армия.

## История
Началото на военното формирование е поставено през 1941 г. когато се създава Щабно ято с местостоянка в Божурище под командването на Христо Пейчев. През май 1944 г. ятото е преименувано на Куриерско мобилизирано ято, което след 9 септември 1944 г. е използвано за свързочни и транспортни задачи. През 1945 г. е използвано за пренасяне на трофеи и разпространяване на пропагандна литература.
На 1 януари 1948 г. с Указ на Президиума на Народното събрание е създаден 14-и преносен полк, базиран на летище Враждебна. Това е първата по рода си самостоятелна военнотранспортна авиационна част в България. В състава на полка влизат щаб и три ескадрили, въоръжени със самолети Юнкерс Ju 52 „Сова“, Физелер Fi 156 „Дрозд“, Месершмит Bf 108 „Лебед“, Фоке Вулф Fw 58 „Гълъб“, Хайнкел He 111 „Щъркел“ и Юнкерс W 34 „Дървеница“. В края на 1948 г. започва подмяната на остарелия самолетен парк. На въоръжение постъпват три модерни за времето си самолети Ли-2, които по-късно преминават към сформирания правителствен Авиоотряд 28. Получени са и няколко свързочни самолета По-2 и Як-12.
През 1950 г. 14-и преносен полк е реорганизиран в 16-и транспортен авиационен полк (трап) със следната структура – щаб, две тежки авиоескадрили, една свързочна и една санитарна ескадрила. Бойното знаме на полка е връчено с Указ № 296 от 26 август 1953 г. на Президиума на Народното събрание. През 1957 г. на въоръжение са приети вертолетите Ми-1 и Ми-4, извадени впоследствие от състава на полка и формирали през 1961 г. 44-ти вертолетен авиополк. През 1958 г. е създадено свързочно звено със самолети По-2, Як-12, L-200 и Ан-2. През същата година в 16-и трап постъпват шест самолета Ил-14 – десантен вариант, и три машини от същия тип за ВИП-превози. През 1962 г. е сформирано фотограметрично звено със самолети Fw 58 „Гълъб“, Ан-2, Ли-2, Ан-14 и Ил-14. През 1964 г. полкът се пребазира на летище Доброславци, като на летище Враждебна остава само специалното звено. В периода 1968 – 1975 г. на въоръжение в 16-и трап са приети самолетите Ту-134А, Як-40, Ан-24 и Ан-30. През 1982 г. идва Ту-134Б, през 1984 г. – Ан-26, а през 1985 г. – L-410.
През 1993 г. 16-и трап се пребазира отново на летище Враждебна (летище София – северен район). През следващата 1994 г. авиополкът преминава към базова структура и се преименува на 16-а транспортна авиационна база. През 2003 г. авиобазата получава един самолет Пилатус PC-12, а от ноември 2007 г. на въоръжение започват да постъпват съвременните C-27J „Спартан“.
На 1 юли 2012 г. авиобазата прекратява самостоятелното си съществуване и е преобразувана в 16-а транспортна авиогрупа от 24-та авиационна база. 16-а транспортна авиобаза изпълнява следните задачи: транспорт на войски и бойна техника, десантиране на войски и товари, задачи по въздушно фотографиране, полетна инспекция на радиотехнически и навигационни средства, полети за търсене и спасяване, авиомедицинска евакуация, задачи в интерес на другите видове въоръжени сили и родове войски, специални задачи за нуждите на различни ведомства. В мирно време 16-а авиобаза поддържа готовност за участие в ликвидиране на последствията от природни бедствия и крупни промишлени аварии. Авиобазата изпълнява мисии по Договора за контрол на въоръженията в Европа и Договора „Открито небе“, както и полети в интерес на мисиите на българските военни контингенти зад граница.
На 1 декември 2021 16-а ТрАГ се трансформира в самостоятелната 16-а авиационна база.

## Наименования
- 14-и преносен полк (1 януари 1948 – 1950)
- 16-и транспортен авиополк (1950 – 1955)
- 16-а отделна транспортна ескадрила (1956 – 1958)
- 16-и отделен транспортен полк (1958 – 1961)
- 16-и транспортен авиополк (1961 – 1994)
- 16-а транспортна авиационна база „Враждебна“ (1994 – 1 юли 2012)
- 16-а транспортна авиационна група (1 юли 2012 – 1 декември 2021)
- 16-а авиационна база (от 1 декември 2021 г.)

## Командири
Званията са към датата на заемане на длъжността:
- Полковник Захари Манолов (1948 – 1950)
- Полковник Панайот Сертев (1950 – 1955)
- Полковник Желязко Радев (1955 – 1956)
- Майор Щерю Щерев (1956 – 1960)
- Полковник Иван Калмушки (1960 – 1974)
- Полковник Цоньо Славов (1974 – 1978)
- Полковник Евгени Стаменков (1978 – 1981)
- Полковник Васил Миланов (1981 – 1988)
- Подполковник Петко Пранджев (1988 – 1992)
- Полковник Вълчо Джурелов (1992 – 1997)
- Полковник Илия Илиев (1997 – 2000)
- Полковник Иван Денев (2000 – 2010)
- Полковник Димитър Иванов (2010 – 2015)
- Полковник Пейчо Пейчев (2015 – 1 септември 2018)
- Полковник Филип Ангелов (от 1 септември 2018 г.-3 май 2023 г.)
- Полковник Лазарин Лазаров (от 3 май 2023 г.)